# プレベティコ山系

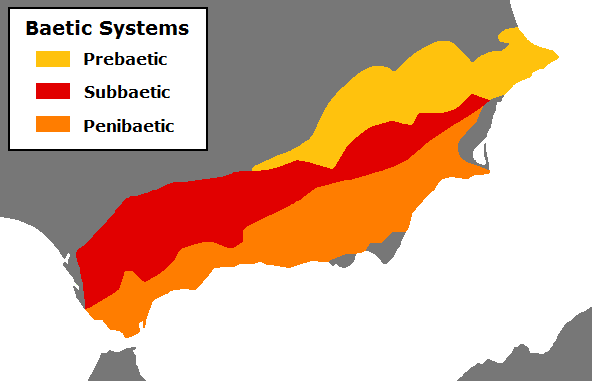
ベティコ山系の形成過程
プレベティコ山系
スブベティコ山系
ペニベティコ山系

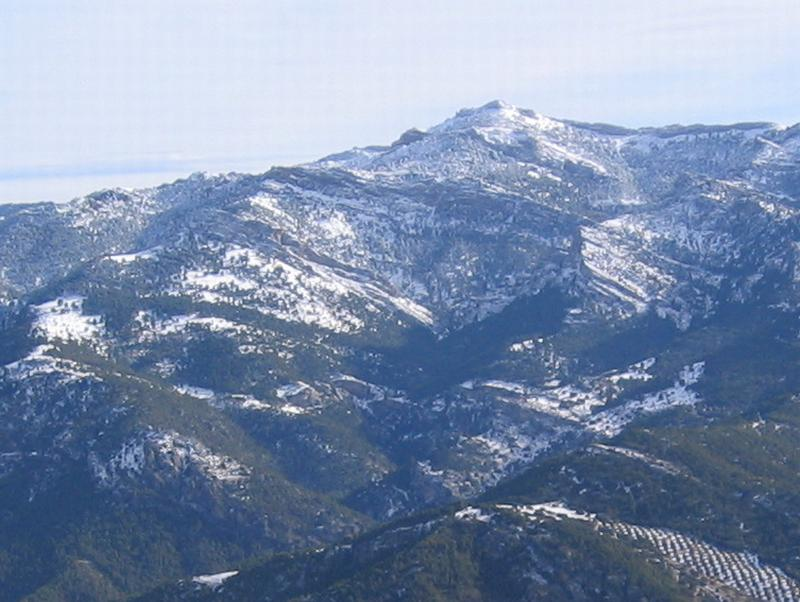
カソルラ山地のアギロン・デル・ロコ

プレベティコ山系（スペイン語: Sistemas Prebéticosまたはスペイン語: Sistema Prebético）は、イベリア半島南部にある山系。スペインの4自治州にまたがっている。最高峰は標高2,382 mのラ・サグラ。

## 地理
しばしばプレベティコ山脈(Cordillera Prebética)とも呼ばれるが、「山脈」や山地の連なりであると表現するのは好ましくなく、不完全な山地の「システム」である。ベティコ山系にさらに2つある副次的山系（スブベティコ山系、ペニベティコ山系）とは異なり、西部地域には存在せず、スール・デ・ハエン山地東端のマルトス近くから始まる。プレベティコ山系はアンダルシア州東部の内陸部から、ムルシア州を経由して、バレンシア州南部の地中海岸に達する。
最高峰はサグラ山地のラ・サグラ(2,382m)であり、その他にはセグラ山地やカソルラ山地も標高が高い。アルメリア県北部のマリーア山地はプレベティコ山系とペニベティコ山系との遷移地帯にある。

## 地質
プレベティコ山系の地質は親山系であるスブベティコ山系と同様の特徴を分かち合っており、スブベティコ山系の東側の支山系であるとされている。プレベティコ山系を構成する物質は比較的浅い海で形成された。プレベティコ山系の東部の北側はイベリコ山系と接続している。

## 山地

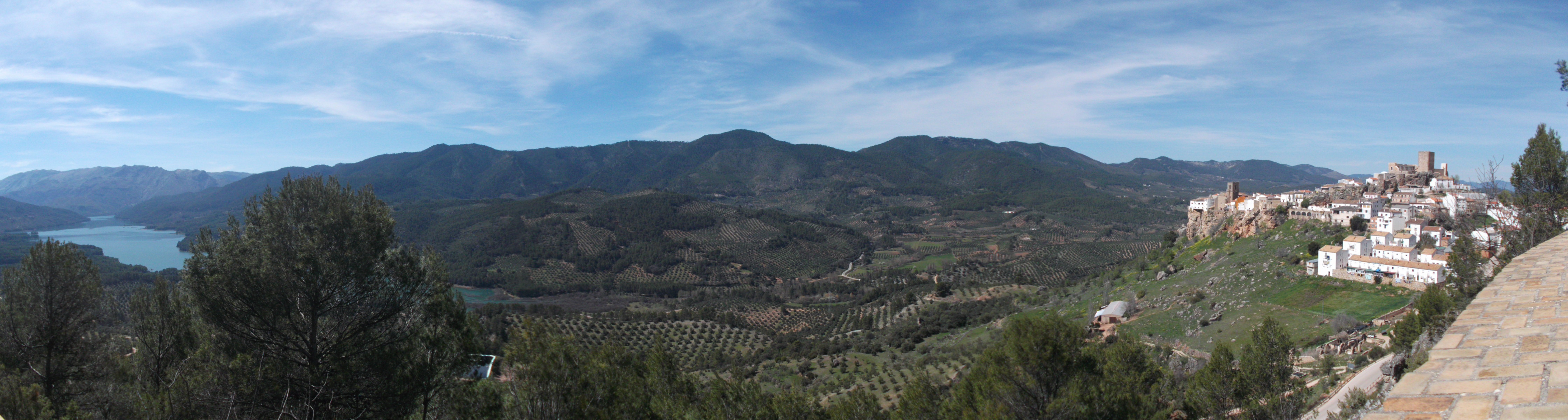
カソルラ山地と「白い村」オルノス

プレベティコ山系に属する山地を西から列挙した。
- スール・デ・ハエン山地（英語版） : スブベティコ山系との遷移地帯にある。
- マヒナ山地（英語版）
- サグラ山地（英語版）
- カソルラ山地（英語版）
- セグラ山地（スペイン語版）
- アルカラス山地（英語版）
- カストリル山地（スペイン語版）
- カブリーリャ山地（スペイン語版）
- セカ山地（スペイン語版）
- タイビーリャ山地（スペイン語版）
- マリーア山地（スペイン語版） : ペニベティコ山系との遷移地帯にある。
- クレビリェント山地（英語版）
- オリウエラ山地（英語版）
- カリョーサ山地（英語版）
- マリオーラ山地（英語版）
- フェレール山地（スペイン語版）
- ラ・カラスケタ（スペイン語版）
- プッチ・カンパーナ（英語版）
- アイタナ（英語版）
- マイグモー山塊（スペイン語版）
- セレーリャ（スペイン語版）
- ショルター山地（スペイン語版）
- ペーニャ＝ロハ山地（スペイン語版）
- モントゥゴー山塊（英語版）
- ベルニア山地（スペイン語版）
- ペニャル・ディファック（英語版）